# Blågrön glansstare
Blågrön glansstare (Lamprotornis purpuroptera) är en fågel i familjen starar inom ordningen tättingar.

## Utseende och läte
Blågrön glansstare är en stor och rätt långstjärtad stare med mörk och glansig fjäderdräkt. Den ter sig ofta svart, men i bra ljus syns att den är purpurglänsande, med grönglänsande vingar och rödbrun buk. Den liknar långstjärtad glansstare, men har kortare stjärt och är mer purpurfärgad. Bland lätena hörs olika ljudliga och komplexa ljud, med en blandning av skallrande, gnissliga och genomträngande visslingar.

## Utbredning och systematik
Blågrön glansstare delas in i två underarter med följande utbredning:
- Lamprotornis purpuroptera aeneocephalus – förekommer i sydöstra Sudan, Sydsudan, nordvästra Eritrea och västra Etiopien
- Lamprotornis purpuroptera purpuroptera – förekommer i centrala och södra Etiopien, nordöstra Demokratiska republiken Kongo, Uganda, Kenya, södra Somalia, Rwanda, Burundi samt norra och västra Tanzania

## Levnadssätt
Blågrön glansstare hittas i fuktig savann, skogslandskap, trädgårdar och jordbruksområden. Den ses ofta på marken, vanligen i småflockar och gärna på gräsmattor.

## Status och hot
Artens populationstrend är okänd, men utbredningsområdet är relativt stort. Internationella naturvårdsunionen IUCN anser inte att den är hotad och placerar den därför i kategorin livskraftig. Världspopulationen har inte uppskattats men den beskrivs som vanlig.

## Namn
Fågeln är på svenska uppkallad efter den tyske naturforskaren Eduard Rüppell som beskrev arten 1845.